# Cupidon s'en fout (bande dessinée)
Pour les articles homonymes, voir Cupidon s'en fout.
Cupidon s'en fout est le premier tome de la série Grand Vampire paru en 2001. Le scénario et les dessins sont de Joann Sfar et les couleurs d'Audré Jardel.

## Résumé
Fernand est un vampire gentil et traditionaliste qui vit tranquillement dans un manoir abandonné en Lituanie.  S'il mord les gens dans leur sommeil ce n'est que pour voir quel goût ils ont, et il ne plante qu'une seule dent pour que la morsure ressemble à une piqûre de moustique évitant ainsi de se faire remarquer.  Une nuit, il rencontre Aspirine, une autre vampire plus jeune qui ne saurait être plus différente de lui : elle est apparemment insouciante, aime le punk rock et les rave party.  Malgré leurs différences, ils vont apprendre à se connaître et s'apprécier.

## Personnages
- Fernand : Grand Vampire, c'est lui.  Il est gentil, plutôt timide et a des manières vieillottes.  Il a un chat nommé Imhotep.
- Aspirine : Une jeune vampire aux long cheveux roux.  Elle est myope mais ne met pas souvent ses lunettes parce qu'elle trouve qu'elles ne lui vont pas.  Elle aime le punk rock et les rave party, et elle est  romantique voire gothique.
- Liou : Elle s'appelle en fait Liane, mais tout le monde l'appelle Liou.  Elle était la copine de Fernand, mais celui-ci l'a surprise avec son ami Michel, ce qui a rendu leur relation compliquée.  Elle fait très bien les gâteaux mais elle les mange souvent aussi vite.
- L'Homme-Arbre : C'est un homme-arbre qui vit dans une cabane dans la forêt.  Il aime rire, les choses qui ne servent à rien et la pluie.
- Imhotep : Le chat de Fernand.  Il vient du Siam, aime le fromage et ne sait pas faire grand-chose à part miauler.

### Documentation
- Fabien Tillon, « Hémocopine », BoDoï, no 45,‎ octobre 2001, p. 12.